# Kentavious Caldwell-Pope
Kentavious Tannell Caldwell-Pope (nascut el 18 de febre de 1993 en Thomaston, Geòrgia) és un jugador professional de bàsquet nord-americà que pertany a la plantilla dels Detroit Pistons de la NBA. Amb 1,96 metres d'alçada, juga en la posició d'escorta.